# Leszek Lewandowski (lekkoatleta)
Leszek Lewandowski (ur. 26 stycznia 1974) – polski lekkoatleta, specjalizujący się w biegach długodystansowych.

## Osiągnięcia
- Mistrzostwa Polski seniorów w lekkoatletyce (3 medale)[1]
  - Bydgoszcz 1997 – brązowy medal w biegu na 5000 m
  - Strzelce Krajeńskie 1997 – srebrny medal w biegu przełajowym na 5 km
  - Brzeszcze 1999 – brązowy medal w półmaratonie

- Halowe mistrzostwa Polski seniorów w lekkoatletyce (1 medal)[2]
  - Spała 1994 – brązowy medal w biegu na 3000 m

- Puchar Europy w lekkoatletyce
  - Malmö 1998 (grupa B) – VI miejsce w biegu na 3000 m

## Rekordy życiowe
- bieg na 3000 metrów
  - stadion – 7:59,17 (Wrocław 1998)
- bieg na 3000 metrów z przeszkodami
  - stadion – 8:43,71 (Grudziądz 1998)
- bieg na 5000 metrów
  - stadion – 13:49,10 (Sopot 1997)
- bieg na 10 000 metrów
  - stadion – 29:36,72 (Białystok 1996)
- półmaraton – 1:04:23 (Brzeszcze 1999)